# Неон зелений
Неон зелений (Paracheirodon simulans) — маленькі, витончені і менш популярні риби, ніж обидва інших представника цього роду, набагато рідше імпортуются і розлучаються. У період акліматизації вимагають багато особливої уваги. Вимагає щільну рослинність при достатньому просторі для плавання. Люблять м'яку, злегка кислу, торфованную воду. До неонів (групам мінімум в 5-7 особин, краще ще більше) не слід підсаджувати великих риб, оскільки неони приймаються великими рибами за видобуток і легко стають здобиччю. Завдовжки риба близько 3,5 см. Вода: температура 23-27 ° С; рН 5,0-6,5; м'яка, dH 3-8 °. Ареал: Бразилія, басейн річки Ріу-Неґру.